# Gajlaru
Gajlaru (armeniska: Գայլառու) är ett berg i Armenien. Det ligger i provinsen Aragatsotn, i den västra delen av landet, 40 kilometer norr om huvudstaden Jerevan. Toppen på Gajlaru är 2 119 meter över havet.
Terrängen runt Gajlaru är varierad, och sluttar brant österut. Närmaste större samhälle är Kasach, 8,3 kilometer nordost om Gajlaru. 
Trakten runt Gajlaru består i huvudsak av gräsmarker. Runt Gora Geparkh är det ganska tätbefolkat, med 60 invånare per kvadratkilometer.